# Szöszi (film)
A Szöszi (eredeti cím: Blonde) 2022-ben bemutatott amerikai életrajzi filmdráma, amelyet Andrew Dominik írt és rendezett, Joyce Carol Oates azonos című regénye alapján. A főbb szerepekben Ana de Armas, Adrien Brody, Bobby Cannavale, Xavier Samuel és Julianne Nicholson látható.
Amerikában 2022. szeptember 16-án a mozikban, Magyarországon 2022. szeptember 28-án a Netflixen mutatták be.

## Cselekmény
A hatéves Norma Jeane Mortensont, a mentálisan instabil anyja, Gladys Pearl Baker neveli. Hetedik születésnapján, 1933-ban Norma Jeane egy férfi bekeretezett képét kapja, Gladys azt állítja, hogy az az apja. Még aznap este tűz ütött ki Hollywood Hillsben. Gladys megpróbálja Norma Jeane-t odafuvarozni, mondván, hogy az apja ott lakik. A rendőrség utasítására azonban kénytelenek hazamenni. Miközben Norma Jeane-t megfürdetik, a feldühödött Gladys megpróbálja megfojtani, amikor az apjáról kérdezősködik, de elengedi. Norma Jeane a szomszédasszony, Miss Flynn házába menekül, aki megígéri neki, hogy minden rendben lesz. Napokkal később Norma Jeane-t árvaházba adja, míg Gladys elmegyógyintézetbe kerül, mivel alkalmatlannak nyilvánították a gyermeknevelésre.
Az 1940-es években Norma Jeane "Marilyn Monroe" művésznéven pin-up modell lett, aki magazinok címlapjain és naptárakban szerepelt. Miközben megpróbál betörni a színészet világába, a filmstúdió elnöke, Mr. Z megerőszakolja. 1951-ben meghallgatáson vesz részt Nell szerepére a Ne is kopogtass! című filmben; a meghallgatás balul sül el, amikor összeomlik és sírva távozik, de a szereposztási igazgatót lenyűgözi annyira, hogy megkapja a szerepet. Ahogy karrierje folyamatosan emelkedik, megismerkedik Charles "Cass" Chaplin Jr. és Edward G. "Eddy" Robinson Jr. színészekkel, és mindkettőjük szeretője lesz. Norma Jeane 1953-ban kapja meg az áttörő szerepet a Niagara című filmben, de miután Cass-szel és Eddyvel együtt látják a nyilvánosság előtt, ügynöke arra kéri, hogy korlátozza a velük való nyilvános szerepléseit, ami felbosszantja, mivel úgy érzi, hogy Marilyn személye csak egy szerep, és nem a valódi énje.
Norma Jeane teherbe esik Cass-től, nagy örömére, de úgy dönt, hogy elveteti, mert fél, hogy a gyermek esetleg örökölni fogja anyja mentális problémáit. Cass támogatja a döntését. A találkozó napján meggondolja magát, de kéréseit, hogy mondja le a találkozót, figyelmen kívül hagyják. Ezután szakít Cassszel és Eddyvel. Később találkozik Joe DiMaggioval, egy nyugdíjas sportolóval, aki együtt érez vele, amikor kifejezi, hogy el akarja hagyni Hollywoodot, és komolyabb színésznő szeretne lenni New Yorkban. Amikor Norma Jeane elkezdi a Szőkék előnyben című filmet, levelet kap egy férfitól, aki azt állítja, hogy az apja. A film premierjén a képernyőn nyújtott alakításától elszakadva érzi magát, mondván, hogy nem ő az. Visszatér a szállodai szobájába, miután közlik vele, hogy valaki várja őt. Azt várja, hogy az apja lesz az, ehelyett DiMaggiót találja, aki megkéri a kezét, amit a lány vonakodva elfogad.
Norma Jeane és Joe házassága megromlik, amikor Cass és Eddy meztelen reklámfotókat adnak Joe-nak róla, ami annyira feldühíti, hogy megüti Norma Jeane-t, és követeli, hogy hagyja abba Hétévi vágyakozás című film forgatását. A nő ennek ellenére folytatja a forgatást, és megcsinálja a híres mutatványt a fehér ruhával. Amikor hazaér, a részeg Joe ordít vele, és egyre erőszakosabbá válik. A nő nem sokkal később elválik tőle.
1955-ben Norma Jeane meghallgatáson vesz részt a híres drámaíró, Arthur Miller Magda című Broadway-darabjára. Az olvasópróbán az alakítása mindenkit lenyűgöz, kivéve Millert, aki azonban végül megkedveli őt, amikor a lány éleslátó karakterelemzést ad neki. Norma Jeane és Arthur összeházasodnak, és Maine-be költöznek, ahol Norma Jeane boldog életet él a férfival, és újra teherbe esik. Egy nap azonban, amikor a tengerparton sétál egy tál étellel, elesik és elvetél. Megrendülten visszatér a színészethez. A Van, aki forrón szereti forgatása közben Norma Jeane egyre kezelhetetlenebbé és mentálisan zavarttá válik, a sajtó állandó figyelme túlterheli, úgy érzi, hogy vicc tárgyává válik, a forgatáson gyakran kirohan és egyre jobban eltávolodik Arthurtól. Hogy megbirkózzon a stresszel, tablettákat kezd szedni.
1962-re drog- és alkoholfüggővé vált. A titkosszolgálat ügynökei felveszik a részeg Norma Jeane-t, és egy szállodába viszik, ahol találkozik John F. Kennedy elnökkel, aki arra kényszeríti, hogy feküdjön le vele, majd megerőszakolja, és miután a nő az ágyába hányt, elviteti. Norma Jeane már kábultan és bedrogozva azon kezd el gondolkodni, hogy vajon ehhez vezetett-e Marilyn Monroe-nak lenni, és azt is hallucinálja, hogy újabb abortuszon esik át, mielőtt visszaküldik Los Angeles-i otthonába. Eddytől telefonon megtudja, hogy Cass meghalt, és hagyott neki valamit, amit eleinte nem hajlandó megnézni, de Eddy meggyőzi, és egy csomagban postán elküldi neki. Kiderül, hogy az a kitömött tigris az, amit Norma Jeane talált, amikor hárman együtt voltak, és a csomagban van egy levél is Cass-től, amelyben bevallja, hogy a leveleket, amelyeket Norma Jeane kapott, állítólag az apjától, valójában ő írta.
A felfedezéstől összetörve Norma Jeane túladagolja a barbiturátokat; miközben haldoklik az ágyán, látomása van arról, hogy apja üdvözli őt a túlvilágon.

## Szereplők
| Szerep                            | Színész                                   | Magyar hang     |
| --------------------------------- | ----------------------------------------- | --------------- |
| Norma Jeane                       | Ana de Armas Vanessa Lemonides (énekhang) | Mentes Júlia    |
| Norma Jeane                       | Lily Fisher (fiatalon)                    | Prokópius Maja  |
| Arthur Miller, drámaíró           | Adrien Brody                              | Schnell Ádám    |
| Joe DiMaggio, volt sportoló       | Bobby Cannavale                           | Csankó Zoltán   |
| Cass Chaplin, Charlie Chaplin fia | Xavier Samuel                             | Mészáros András |
| Gladys Pearl Baker, Norma anyja   | Julianne Nicholson                        | Dobó Enikő      |
| Edward "Eddy" G. Robinson Jr.     | Evan Williams                             | Ember Márk      |
| Whitey, Monroe sminkese           | Toby Huss                                 | Fekete Zoltán   |
| Mr. Z                             | David Warshofsky                          |                 |
| John F. Kennedy, USA elnöke       | Caspar Phillipson                         |                 |
| I.E. Shinn                        | Dan Butler                                | Jakab Csaba     |
| Stanley Gifford, Norma apja       | Tygh Runyan                               | Szatory Dávid   |

### Magyar változat
- Magyar szöveg: Simon Nóra
- Hangmérnök: Bederna László
- Vágó; Pilipár Éva
- Gyártásvezető: Vigvári Ágnes
- Szinkronrendező: Orosz Ildikó
- Produkciós vezető: Gál Zsuzsanna

A szinkront a Direct Dub Studios készítette el.

## A film készítése
Andrew Dominik, aki a film rendezője és forgatókönyvírója volt, már 2010-ben elkezdte a projekt kidolgozását, amely Joyce Carol Oates Szöszi című regényének adaptációja, amely fiktív és ellentmondásos beszámoló Monroe életéről. Dominik elmondta, hogy saját kutatásokat végzett, elolvasva Monroe számos életrajzát, és hogy nagyon keveset használt fel Oates Szöszi című regényéből a filmben, de azt is hozzátette, hogy a könyv nagyjából a film bibliája volt. Dominik a Vulture-nak azt mondta, hogy a Szöszi "egy olyan film, amelynek határozottan van egyfajta erkölcsisége. De nagyon kétértelmű vizeken úszik, mert nem hiszem, hogy olyan elvágott lesz, mint ahogy az emberek látni akarják. Van benne valami, ami mindenkit megbotránkoztathat.
2010 májusában bejelentették, hogy Naomi Watts lesz a film főszereplője Monroe szerepében, és hogy az ekkorra 20 millió dollárra becsült produkciót 2011 januárjában kezdték volna el forgatni. film forgatása nem kezdődött meg, Dominik később kijelentette, hogy reméli, ez lesz a következő filmje.
2012 júniusában bejelentették, hogy a Plan B Entertainment fogja gyártani a filmet, Brad Pitt, Dede Gardner és Jeremy Kleiner lesznek a producerek, de Watts részvétele kérdéses volt, mivel "valószínű, hogy a filmkészítők más irányba mennek" – áll a jelentésben. 2014 áprilisában bejelentették, hogy Jessica Chastain váltja Wattsot Monroe szerepében. A jelentésből az is kiderült, hogy Dominik azt tervezte, hogy még abban az évben elkezdik a forgatást. 2016 augusztusában bejelentették, hogy a Netflix forgalmazza a filmet.

### Forgatás
A forgatás 2019 augusztusában kezdődött Los Angelesben. 2022 áprilisában Dominik megerősítette, hogy a forgatás 2021 júliusában befejeződött, miután a 2020-ban zajló koronavírus-járvány miatt leállt a forgatás, és az utómunkálatokat is befejezték.